# Апріорі (видавництво)
Видавництво «Апріорі» — українське книжкове видавництво, засноване у Львові 15 серпня 2002 року. Книжкова діяльність видавництва охоплює усі вікові групи читачів. Засновником, директором та основним ідейним натхненником видавництва є український письменник і фотограф Юрій Николишин. Заступником директора видавництва «Апріорі» є Святослав Шот.

## Історія
Назва видавництва походить від філософського терміна (лат. a priori — первісно), що означає — знання, які дані Богом і не підлягають жодним сумнівам. Історія видавництва розпочинається з літературно-художнього видання «Елегії Львова», автором якого є Юрій Николишин. З часу заснування видавництво дбає про високий літературно-мистецький та поліграфічний рівень видань. Візитівкою видавництва стали саме літературно-мистецькі подарункові альбоми про Львів.
«Під час написання книги „Елегії Львова“ я не думав про створення видавництва, перш за все це мав бути подарунок рідному Львову та його жителям. Саме ця книга стала поштовхом до створення видавництва і поклала початок його історії».
Юрій Николишин

## Тематичні напрямки роботи
Видавництво видає широкий спектр книжок і працює в таких тематичних напрямах:
- науково-популярна література
- художня література
- етнографічна література
- дитяча література
- краєзнавча література
- релігійна література
- мистецька література
- довідкова література
- подарункові альбоми, поезія, підручники та ін.

## Концепція видавництва
Видавництво бере активну участь у соціальному житті Львівської області та України в цілому, співпрацює з бібліотеками і громадськими організаціями. Авторський колектив налічує понад сто авторів та художників.
Колективу вдалося витворити власний стиль, який органічно вписався в культурний простір Львова. Видавництво активно застосовує різні форми комунікації та засоби промоції, підтримуючи контакт з читацькою аудиторією: презентації книжок, зустрічі з авторами, авторські тури містами України, літературні вечори, святкові заходи, різноманітні акції, розпродажі та конкурси.
З часу заснування видавництво «Апріорі» є постійним учасником українських книжкових ярмарків-виставок та масштабних європейських книжкових заходів. Неодноразово книжки видавництва були відзначені нагородами та преміями.
Особливу увагу видавництво «Апріорі» приділяє дизайну видань та їх художньому оформленню. Над обкладинками працюють дизайнери: Наталія Крістєва, Вікторія Дзиндра, Надія Солодка, Василь Максимович та інші. Головний редактор видавництва — львовознавець, письменник і музикант Ілько Лемко. Відповідальною за випуск книжкової продукції є Валентина Хомів.

## Нагороди видавництва

Документ про нагородження видавництва «Апріорі» премією «Найкраща книжка року».

- 2010 рік — Диплом III ступеня Держкомтелерадіо України у номінації «Мистецтво друку»: «Писанка. Традиції та модерний дискурс» упорядник Роксоляна Загайська;
- 2010 рік — Гран-прі конкурсу «Книга Форуму»: Галина Тихобаєва, Ірина Криворучка. Соломія Крушельницька. Міста і слава;
- 2010 рік — Спеціальна відзнака Малого журі універсальних бібліотек: Леся Українка — дітям;
- 2014 рік — Книга Форуму-2014: Олена Кульчицька. Графіка, малярство, ужиткове мистецтво;
- 2014 рік — Книга Форуму-2014: Галичина. Український здвиг. За матеріалами архіву Степана Гайдучка;
- 2014 рік — Спеціальна відзнака Асоціації випускників Львівського національного університету імені Івана Франка: Діяння Римські. Християнські притчі Середньовіччя. Переклав з латини Ростислав Паранько;
- 2015 рік — Спеціальна відзнака Малого журі літературознавців: Роман Яців. «Роберт Лісовський»;
- 2016 року засіданням Комітету щорічної премії України Українська книжка року 2015 було відзначено кращою книгою року у номінації «За вагомий внесок у розвиток українознавства» — «Українські народні головні убори» авторки Галини Стельмащук.

## Цікаві факти
- «Елегії Львова» — є першою книгою-альбомом, яка побачила світ і, власне, дала поштовх до заснування видавництва;
- Книга-бестселер «Легенди старого Львова» перевидавалася понад сім разів та перекладена трьома мовами;
- Головний редактор видавництва — Ілько Лемко, видатний львовознавець, письменник і музикант.
- Подарункові книги-альбоми про Львів визнані кращими краєзнавчими виданнями.

## Логотип

Інший варіант логотипу